# Baena
Baena là một đô thị ở tỉnh Córdoba, Andalucía, Tây Ban Nha.
Đô thị Baena nằm ở đông nam của tỉnh Córdoba, giữa Campiña và Sierra Subbética. Đô thị này nằm cách tỉnh lỵ 62 km, cách Granada 100 km và cách Jaén 67 km. Thị xã này nằm ở độ cao 405 m, diện tích 361 km².
río Guadajoz chảy theo hướng từ đông nam qua phía tây qua đô thị này. Năm 2006, dân số của Baena là 20.507 người, mật độ57 người/km²